# Згорња Кунгота
Згорња Кунгота (словен. Zgornja Kungota) је градић и управно средиште општине Кунгота, која припада Подравској регији у Републици Словенији.
По попису становништва из 2011. године, насеље Згорња Кунгота имало је 1.594 становника.